# Antonio Samorè
Antonio Samorè (Bardi, 4 dicembre 1905 – Roma, 3 febbraio 1983) è stato un cardinale e arcivescovo cattolico italiano, importante diplomatico della Santa Sede.

## Biografia
Nacque da Gino Samorè (segretario comunale nativo di Brisighella) e da Giuseppina Basini.
Nel 1916 entrò al seminario di Piacenza (della cui diocesi Bardi, pur trovandosi in provincia di Parma, fa parte) per gli studi ginnasiali. Nell'ottobre del 1921 fu al Collegio Alberoni per gli studi teologici dove si laureò il 2 ottobre 1929 con una tesi in teologia sul Primato di Pietro negli anni 451-523: “Prima sedes a nemine iudicatur”.
Il 10 giugno 1928 viene ordinato sacerdote nella cattedrale di Piacenza ed assegnato per tre anni come viceparroco nella chiesa cittadina di San Savino.

### I primi anni di attività: Lituania e Segreteria di Stato
All'inizio del 1932 il rettore del Collegio Alberoni, Mons. Alcide Marina, richiesto in tal senso, indica il sacerdote Antonio Samorè come persona idonea all'incarico di aiuto di monsignor Antonino Arata, incaricato d'affari della Santa Sede in Lituania.
Nella seconda metà del giugno 1932 Antonio Samoré parte per la Lituania dove rimane per sei anni. Durante l'incarico nel Baltico, Pio XI lo nomina cameriere segreto soprannumerario (1935) e, dopo la nomina di Monsignor Arata a Nunzio apostolico nel 1936, viene nominato incaricato d'affari.

In questo periodo l'opera di Samorè si incentra sul superamento delle difficoltà incontrate nel Baltico dall'azione cattolica e dal clero che incontra una certa opposizione da parte del governo. Inoltre Samorè si impegna per il riconoscimento della Facoltà di Teologia e l'erezione della Università Cattolica a Kaunas.
Nel 1938, terminato l'impegno nel Baltico, viene chiamato per breve tempo alla Nunziatura di Berna come incaricato d'affari, e poi alla Segreteria di Stato da monsignor Domenico Tardini, dove rimane dal 1938 al 1947.
In quell'anno, come collaboratore di monsignor Amleto Cicognani, viene assegnato alla Delegazione Apostolica di Washington dove rimane tre anni. Nel 1950 viene nominato Arcivescovo Titolare di Tirnovo e Nunzio Apostolico in Colombia. La consacrazione episcopale avviene nella basilica di Santa Maria sopra Minerva il 16 aprile 1950 da parte del cardinale Micara.

### La nunziatura in Colombia e l'attività diplomatica presso la Santa Sede
L'attività di nunzio apostolico in Colombia è breve, ma intensa. Già nel 1950 Samoré visita la città di Santander colpita da terremoto e le varie diocesi colombiane Medellín, Cartagena, Manizales, Cali, Santa Marta, Armenia e Palmira dove nel 1951 si tiene il Congresso Vocazionale. Presiede anche la Settimana sacerdotale a Popayán e promuove iniziative a favore delle classi sociali più povere.
Nel 1953, viene nominato Segretario della congregazione per gli Affari Ecclesiastici straordinari su richiesta di monsignor Domenico Tardini che Pio XII, nel concistoro del 12 gennaio 1953, aveva nominato pro Segretario di Stato.
A partire da questa data inizia il periodo di maggiore attività diplomatica di monsignor Samorè che evidenzia l'attenzione speciale che riservava all'America Latina. Quale pro-segretario di stato, partecipa alla stipula dei concordati tra la Santa Sede e la Spagna (7 luglio 1953) e la Repubblica Dominicana (16 giugno 1954). Nel 1955 presiede la prima conferenza dell'Episcopato Latinoamericano a Rio de Janeiro nell'ottica di un miglioramento del coordinamento continentale della Chiesa in Sudamerica.
Nel 1957 è stipulato con l'Argentina un accordo per la giurisdizione castrense e l'assistenza religiosa alle forze armate e con la Bolivia una Convenzione per lo stato giuridico delle missioni.
Nel 1958 viene stipulato un altro accordo con la Bolivia inerente alla giurisdizione castrense; nello stesso anno viene nominato segretario (e poi dal 1966 presidente) della neo-istituita Pontificia Commissione per l'America Latina.
Nel 1959 presiede la Conferenza interamericana di Washington per la promozione della solidarietà cattolica nel continente; sempre in quest'ottica va vista la presidenza della riunione straordinaria dell'episcopato Latinoamericano a Buenos Aires nel 1961 in relazione alla presa di coscienza sociale nell'America latina. Nel 1965 effettua un nuovo viaggio in Brasile in occasione dell'inaugurazione del seminario di Recife.
Il 1966 è segnato da un'attività diplomatica intensa con l'accordo con la Repubblica Argentina di riforma del concordato, a seguito delle innovazioni introdotte dal Concilio Vaticano II.
Il 25 giugno è stipulato un accordo (raggiunto anche con la collaborazione di monsignor Agostino Casaroli) con la Repubblica Jugoslava relativamente ai rapporti tra Stato e Chiesa. Si trattò di un passo importante in quanto fu il primo accordo della Santa Sede con un paese comunista.

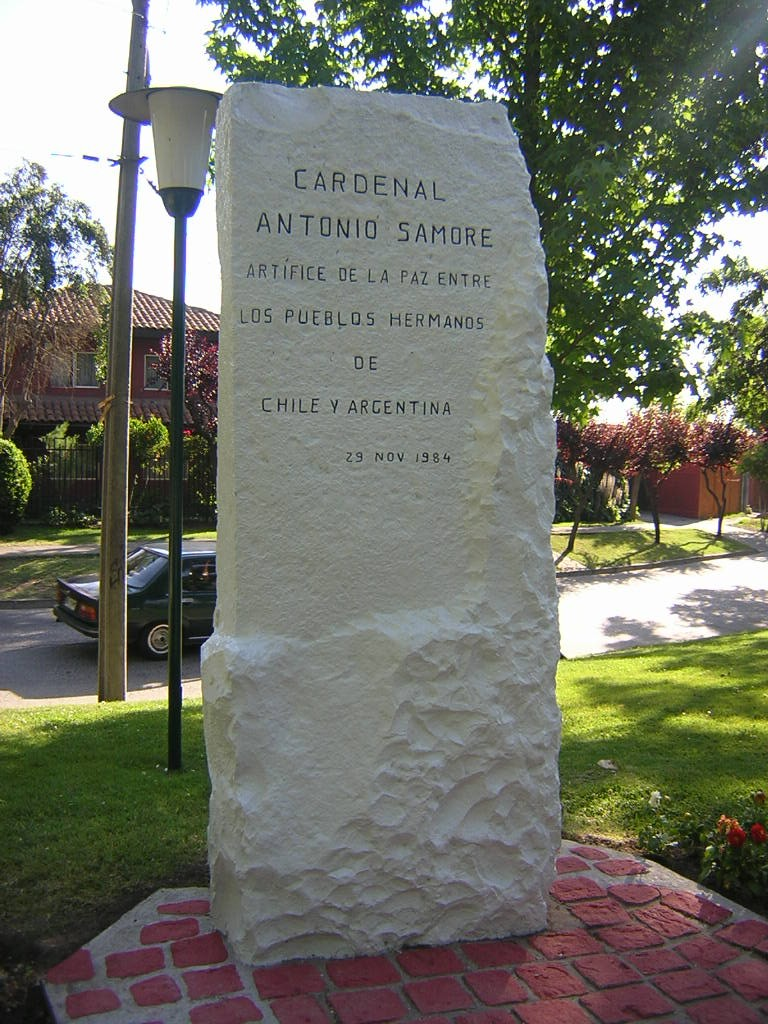
Cippo in memoria del cardinale Samorè a Santiago del Cile

Il 15 agosto, con la consacrazione da parte di monsignor Samorè ad Haiti di quattro nuovi vescovi, termina il periodo di grave tensione tra la Santa Sede e quel paese ed in seguito al quale tre vescovi erano stati espulsi dal territorio dello stato.
Papa Paolo VI lo eleva al rango di cardinale nel concistoro del 26 giugno 1967.
Nel 1968 viene nominato prefetto della Sacra congregazione per la disciplina dei Sacramenti (carica che ricopre sino al 1974); nello stesso anno dal 26 agosto al 6 settembre presiede la seconda conferenza plenaria dell'Episcopato latino americano a Medellín. Nel 1974 viene nominato bibliotecario ed archivista di Santa Romana Chiesa.

### La mediazione tra Cile e Argentina
Nel 1979, a seguito delle tensioni insorte tra il Cile e l'Argentina a proposito delle isole dello stretto di Beagle, papa Giovanni Paolo II nomina il cardinal Samorè suo rappresentante personale per dirimere la controversia tra i due stati sudamericani. Nei quattro anni di lavoro successivi, sino al 1983, il cardinal Samorè si adoperò strenuamente per il raggiungimento di un accordo che scongiurasse il pericolo di un conflitto armato. Nonostante la morte del Cardinale a Roma il 3 febbraio 1983, la questione avrà una felice conclusione il 29 novembre 1984 con la sottoscrizione di un patto di amicizia e con il solenne scambio degli strumenti di ratifica avvenuto in Vaticano il 2 maggio 1985 dove il ruolo avuto da Samorè fu apertamente riconosciuto da tutte le parti.
Venne sepolto nel Monastero carmelitano di Vetralla accanto al cardinale Domenico Tardini.

## Genealogia episcopale e successione apostolica
La genealogia episcopale è:
- Cardinale Scipione Rebiba
- Cardinale Giulio Antonio Santori
- Cardinale Girolamo Bernerio, O.P.
- Arcivescovo Galeazzo Sanvitale
- Cardinale Ludovico Ludovisi
- Cardinale Luigi Caetani
- Cardinale Ulderico Carpegna
- Cardinale Paluzzo Paluzzi Altieri degli Albertoni
- Papa Benedetto XIII
- Papa Benedetto XIV
- Papa Clemente XIII
- Cardinale Marcantonio Colonna
- Cardinale Giacinto Sigismondo Gerdil, B.
- Cardinale Giulio Maria della Somaglia
- Cardinale Carlo Odescalchi, S.I.
- Vescovo Eugène de Mazenod, O. M. I.
- Cardinale Joseph Hippolyte Guibert, O. M. I.
- Cardinale François-Marie-Benjamin Richard de la Vergne
- Cardinale Pietro Gasparri
- Cardinale Clemente Micara
- Cardinale Antonio Samorè

La successione apostolica è:
- Cardinale Aníbal Muñoz Duque (1951)
- Vescovo Norberto Forero y García (1951)
- Vescovo Buenaventura Jáuregui Prieto (1952)
- Vescovo Antonio Torasso, I.M.C. (1952)
- Vescovo Guillermo Escobar Vélez (1952)
- Arcivescovo Carlo Martini (1961)
- Vescovo Jean-Jacques Claudius Angénor (1966)
- Vescovo Emmanuel Constant (1966)
- Vescovo Jean-Baptiste Décoste (1966)
- Arcivescovo François-Wolff Ligondé (1966)
- Vescovo Charles-Edouard Peters, S.M.M. (1966)
- Arcivescovo Giuseppe Laigueglia (1973)
- Cardinale Angelo Sodano (1978)